# Божа-Вулька
Божа-Вулька (пол. Boża Wólka, нім. Bosembwolka, 1939-45: Dreißighuben) — село в Польщі, у гміні Мронгово Мронґовського повіту Вармінсько-Мазурського воєводства.
Населення — 75 осіб (2011).

## Демографія
Демографічна структура станом на 31 березня 2011 року:
|          | Загалом | Допрацездатний вік | Працездатний вік | Постпрацездатний вік |
| -------- | ------- | ------------------ | ---------------- | -------------------- |
| Чоловіки | 43      | 7                  | 35               | 1                    |
| Жінки    | 32      | 6                  | 23               | 3                    |
| Разом    | 75      | 13                 | 58               | 4                    |